# Przestrzeń (fizyka)
Przestrzeń – w fizyce oznacza to, co nas otacza i w czym przebiegają wszystkie zjawiska fizyczne.
Poza przestrzenią w sensie geometrycznym w fizyce używa się pojęcia przestrzeń również w znaczeniu bardziej abstrakcyjnym (przestrzeń konfiguracyjna), np. przestrzeń pędów.
Pojęcie przestrzeni w znaczeniu geometrycznym uległo rozszerzeniu w XX w. po zaakceptowaniu teorii względności Einsteina. W mechanice newtonowskiej  oznaczało trójwymiarową przestrzeń euklidesową zawierającą ciała. W szczególnej teorii względności przestrzeń jest nierozerwalnie związana z czasem, tworząc czasoprzestrzeń, niezależną od ciał. W ogólnej teorii względności czasoprzestrzeń zależy od rozkładu i ruchu mas ciał.